# Koszykówka na Letnich Igrzyskach Olimpijskich 2020
Koszykówka na Letnich Igrzyskach Olimpijskich 2020 w Tokio. Turnieje odbyły się w dniach 24 lipca – 8 sierpnia 2021 roku.
W koszykówce wystąpiło 12 drużyn kobiecych i 12 męskich, a w koszykówce 3×3 8 drużyn kobiecych i 8 męskich.

## Uczestnicy

### Mężczyźni
| Zawody                  | Data                           | Miejsce  | Drużyna           |
| ----------------------- | ------------------------------ | -------- | ----------------- |
| Gospodarz               | –                              | –        | Japonia           |
| Mistrzostwa Świata      | 31 sierpnia – 15 września 2019 | Chiny    | Nigeria           |
| Mistrzostwa Świata      | 31 sierpnia – 15 września 2019 | Chiny    | Argentyna         |
| Mistrzostwa Świata      | 31 sierpnia – 15 września 2019 | Chiny    | Stany Zjednoczone |
| Mistrzostwa Świata      | 31 sierpnia – 15 września 2019 | Chiny    | Iran              |
| Mistrzostwa Świata      | 31 sierpnia – 15 września 2019 | Chiny    | Francja           |
| Mistrzostwa Świata      | 31 sierpnia – 15 września 2019 | Chiny    | Hiszpania         |
| Mistrzostwa Świata      | 31 sierpnia – 15 września 2019 | Chiny    | Australia         |
| Turnieje kwalifikacyjne | 29 czerwca – 4 lipca 2021      | Belgrad  | Włochy            |
| Turnieje kwalifikacyjne | 29 czerwca – 4 lipca 2021      | Kowno    | Słowenia          |
| Turnieje kwalifikacyjne | 29 czerwca – 4 lipca 2021      | Split    | Niemcy            |
| Turnieje kwalifikacyjne | 29 czerwca – 4 lipca 2021      | Victoria | Czechy            |

### Kobiety
| Zawody                           | Data                | Miejsce   | Drużyna           |
| -------------------------------- | ------------------- | --------- | ----------------- |
| Gospodarz                        | –                   | –         | Japonia           |
| Mistrzostwa Świata               | 22–30 września 2018 | Hiszpania | Stany Zjednoczone |
| Światowe Turnieje Kwalifikacyjne | 6–9 lutego 2020     | Ostenda   | Belgia            |
| Światowe Turnieje Kwalifikacyjne | 6–9 lutego 2020     | Ostenda   | Kanada            |
| Światowe Turnieje Kwalifikacyjne | 6–9 lutego 2020     | Bourges   | Australia         |
| Światowe Turnieje Kwalifikacyjne | 6–9 lutego 2020     | Bourges   | Francja           |
| Światowe Turnieje Kwalifikacyjne | 6–9 lutego 2020     | Bourges   | Portoryko         |
| Światowe Turnieje Kwalifikacyjne | 6–9 lutego 2020     | Belgrad   | Nigeria           |
| Światowe Turnieje Kwalifikacyjne | 6–9 lutego 2020     | Belgrad   | Serbia            |
| Światowe Turnieje Kwalifikacyjne | 6–9 lutego 2020     | Belgrad   | Chiny             |
| Światowe Turnieje Kwalifikacyjne | 6–9 lutego 2020     | Belgrad   | Korea Południowa  |
| Światowe Turnieje Kwalifikacyjne | 6–9 lutego 2020     | Belgrad   | Hiszpania         |

### Mężczyźni 3×3
| Zawody                          | Data             | Miejsce   | Drużyna  |
| ------------------------------- | ---------------- | --------- | -------- |
| Gospodarz                       | –                | –         | Japonia  |
| Ranking FIBA                    | 1 listopada 2019 | –         | Chiny    |
| Ranking FIBA                    | 1 listopada 2019 | –         | Rosja    |
| Ranking FIBA                    | 1 listopada 2019 | –         | Serbia   |
| Światowy Turniej Kwalifikacyjny | 26–30 maja 2021  | Graz      | Polska   |
| Światowy Turniej Kwalifikacyjny | 26–30 maja 2021  | Graz      | Holandia |
| Światowy Turniej Kwalifikacyjny | 26–30 maja 2021  | Graz      | Łotwa    |
| Światowy Turniej Kwalifikacyjny | 4-6 czerwca 2021 | Debreczyn | Belgia   |

### Kobiety 3×3
| Zawody                          | Data             | Miejsce   | Drużyna           |
| ------------------------------- | ---------------- | --------- | ----------------- |
| Gospodarz                       | –                | –         | –                 |
| Ranking FIBA                    | 1 listopada 2019 | –         | Rosja             |
| Ranking FIBA                    | 1 listopada 2019 | –         | Chiny             |
| Ranking FIBA                    | 1 listopada 2019 | –         | Mongolia          |
| Ranking FIBA                    | 1 listopada 2019 | –         | Rumunia           |
| Światowy Turniej Kwalifikacyjny | 26–30 maja 2021  | Graz      | Francja           |
| Światowy Turniej Kwalifikacyjny | 26–30 maja 2021  | Graz      | Stany Zjednoczone |
| Światowy Turniej Kwalifikacyjny | 26–30 maja 2021  | Graz      | Japonia           |
| Światowy Turniej Kwalifikacyjny | 4-6 czerwca 2021 | Debreczyn | Włochy            |

## Medaliści
| Konkurencja          | Złoto                                                                   | Srebro                                                                | Brąz                                                                         |
| Turniej mężczyzn     | Stany Zjednoczone                                                       | Francja                                                               | Australia                                                                    |
| Turniej kobiet       | Stany Zjednoczone                                                       | Japonia                                                               | Francja                                                                      |
| Turniej mężczyzn 3×3 | Łotwa Agnis Čavars Edgars Krūmiņš Kārlis Lasmanis Nauris Miezis         | ROC Ilia Karpienkow Kiriłł Piskłow Stanisław Szarow Aleksander Zujew  | Serbia Dušan Domović Bulut Dejan Majstorović Aleksandar Ratkow Mihailo Vasić |
| Turniej kobiet 3×3   | Stany Zjednoczone Stefanie Dolson Allisha Gray Kelsey Plum Jackie Young | ROC Jewgienija Frołkina Olga Frołkina Julija Kozik Anastazja Łogunowa | Chiny Wan Jiyuan Wang Lili Yang Shuyu Zhang Zhiting                          |

## Tabela medalowa
| Miejsce | Państwo                     | Złoto | Srebro | Brąz | Razem |
| ------- | --------------------------- | ----- | ------ | ---- | ----- |
| 1       | Stany Zjednoczone           | 3     | 0      | 0    | 3     |
| 2       | Łotwa                       | 1     | 0      | 0    | 1     |
| 3       | Rosyjski Komitet Olimpijski | 0     | 2      | 0    | 2     |
| 4       | Francja                     | 0     | 1      | 1    | 2     |
| 5       | Japonia                     | 0     | 1      | 0    | 1     |
| 6       | Australia                   | 0     | 0      | 1    | 1     |
| 6       | Chiny                       | 0     | 0      | 1    | 1     |
| 6       | Serbia                      | 0     | 0      | 1    | 1     |
| Ogółem  | Ogółem                      | 4     | 4      | 4    | 12    |